# Епархия Котамангалама
Епархия Котамангалама (лат. Eparchia Kothamangalamensis) — епархия Сиро-малабарской католической церкви c центром в городе Котамангалам, Индия. Епархия Котамангалама входит в  митрополию Эрнакулам — Ангамали. Кафедральным собором епархии Котамангалама является церковь святого Георгия.

## История
29 июля 1956 года Римский папа Пий XII издал буллу Qui in Beati Petri, которой учредил епархию Котамангалама, выделив её из епархии Эрнакулама (сегодня — Архиепархия Эрнакулам — Ангамали).
19 декабря 2002 года епархия Котамангалама передала часть своей территории епархии Идукки.

## Ординарии епархии
- епископ Matthew Pothanamuzhi (29.07.1956 — 26.02.1977);
- епископ George Punnakottil (26.02.1977 — 10.01.2013);
- епископ George Madathikandathil (10.01.2013 — по настоящее время).

## Источник
- Annuario Pontificio, Libreria Editrice Vaticana, Città del Vaticano, 2003, ISBN 88-209-7422-3